# Pykrete

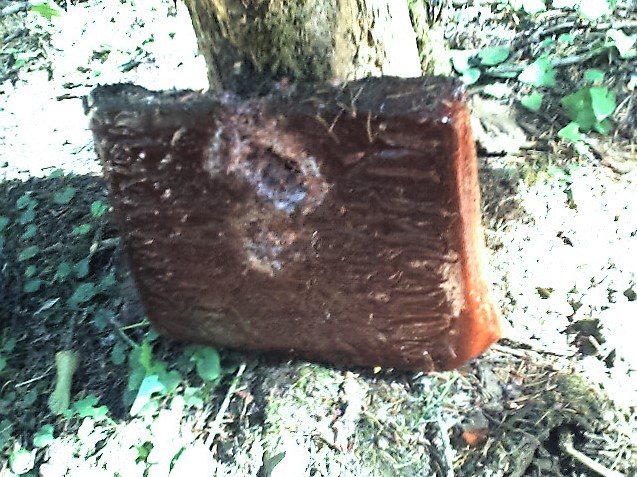
Uma laje de pykrete

O pykrete é um material composto feito com aproximadamente 14% de serragem de madeira (serradura), algodão e 86% de água. Seu uso foi proposto durante a Segunda Guerra Mundial por Geoffrey Pyke como material para fabricação de navios mais resistentes a ataques.
Algumas das propriedades deste composto são:
- Baixa taxa de fusão.
- Mais duro que concreto.
- Grande resistência ao estresse, em função à sua composição fibrosa.

O pykrete é feito congelando materiais fibrosos como algodão ou serragem pois as fibras são responsáveis por sua resistência.